# Gacha gacha
Gacha gacha (ガチャガチャ, onomatopée évoquant le bruit d'un hochet) est un manga shōnen à tendance ecchi créé par Hiroyuki Tamakoshi, comprenant 16 volumes au Japon sous la bannière Kōdansha et mensualisé dans Shōnen Magazine. Non encore traduite en France, cette histoire a débuté en 2002.
Gacha gacha raconte l'histoire d'un adolescent contraint de protéger la réputation d'une amie qu'il aime, de par le comportement "sexy" qu'elle adopte par moments, contre sa propre volonté. Celle-ci a été "contaminée" par des personnalités d'un jeu de réalité virtuel encore en phase de test (nommé justement Gacha gacha).
Cette transformation se remarque visuellement par un changement dans la charte graphique du personnage, passant de brune à blonde et se retrouvant généralement soudainement plus dénudée.

## Personnages
- Kouhei Nanjou : Jeune adolescent, il se découvre amoureux de Clara, son amie d'enfance. Il devra éviter qu'Alyssa ne nuise à Clara.
- Clara Hanazono (クララ, Kurara) : Clara est une jeune adolescente atteinte d'un syndrome de dédoublement de la personnalité. Elle est plutôt prude et évite les relations avec les garçons autres que l'amitié, ou les discussions et actes osés.
- Karin-san : Karin est la mère de Clara. Elle est directrice du développement pour Rose, une société de création de jeux vidéo réputés.
- Reona Grace Hitachi : Étudiante américaine d'origine japonaise, sportive et intelligente, transférée dans la classe de Kouhei et Clara.
- Alyssa (アリサ, Alissa) : Alyssa est la deuxième personnalité de Clara. Elle ne semble vouloir qu'une seule chose, être provocante et plus si possibilité. Elle possède sa mémoire propre, distincte de celle de Clara. Alyssa se distingue visuellement de Clara par ses cheveux blonds.
- Alice (アリス, Alice) : Alice est la troisième personnalité de Clara. C'est une jeune fille de 14 ans qui souhaite voir les sous-vêtements de son professeur particulier.
- Rin (リン, Rin/Lyne) : Rin est une karaté-ka 8e dan de 18 ans, cherchant à affronter les plus redoutables adversaires, et les tuant parfois. Elle ne supporte pas qu'on lui touche la poitrine.
- Meow : Meow est un chat attiré par les papillons et ne rechignant pas devant la bagarre.

## Résumé de l'histoire

### Volume 1
Kouhei est ami depuis des années avec une jolie jeune fille nommée Clara. Il se rend compte petit à petit qu'il est amoureux d'elle.
Les vacances d'été approchent et les amies de Clara se moquent gentiment de ses réserves vis-à-vis des choses de l'amour et des sentiments.
Alors que, poussé par des copains, Kouhei se décide à proposer à Clara d'aller nager celle-ci décline l'invitation et dit devoir partir pour Hawaii avec sa mère.
De retour pour la rentrée, Kouhei retrouve Clara. C'est alors qu'il la trouve changée et son attitude lui rappelle des paroles de ses amis notamment sur le fait qu'une femme a fait l'amour verrait son comportement changer. Elle évita de parler de ce qui s'était passé durant l'été.
En lui rendant un mouchoir prêté avant l'été, Kouhei ne reconnaît plus le comportement de la prude Clara. Celle-ci se colle à lui sur son vélo puis l'invite chez elle où ils seront seuls. Elle lui fait alors des avances explicites. Kouhei, mal à l'aise, s'enfuit.
Clara l'invite à un festival le lendemain. Là-bas, Kouhei lui demande si elle "l'a fait". Clara, choquée, le gifle, puis Kouhei lui déclare qu'il l'aime. Clara lui demande alors de l'embrasser puis s'arrête au dernier moment et crie. Elle lui déclare alors que parfois elle devient très excitée et oublie tout ce qui se passe dans ces moments. Elle lui demande de l'empêcher de faire des bêtises lorsqu'elle perd ainsi le contrôle.
Le lendemain, ils vont à la piscine car Clara n'a pas eu l'occasion de nager à Hawaii. Après un certain nombre de tours de toboggan aquatique, Clara lui demande de lui passer de la crème solaire puis demande à sortir avec deux garçons pour finalement retirer son haut de bikini après que Kouhei soit venu interrompre la conversation. Celui essaye de trouver un remplacement pour le haut emporté par les flots lorsque Clara se reprend. Elle finit par lui avouer le soir qu'elle a un dédoublement de personnalité, son autre personnalité s'appelant Alyssa et qu'elle ne peut contrôler ou se souvenir de ce qui se passe dans ces moments "d'absence". De fait, Clara ne semble pas se souvenir de la déclaration de Kouhei.
Le jour suivant, Kouhei emmène Clara à l'école, où Alyssa prend le contrôle à plusieurs reprises. Kouhei tente de cacher cela derrière une fièvre, mais les amies de Clara ont des soupçons sur une éventuelle liaison entre elle et lui, notamment lorsque les deux se retrouvent seuls à l'infirmerie. Kouhei se transforme alors en esclave pour expliquer qu'il soit aux petits soins pour elle.
Clara l'invite chez elle pour lui offrir à dîner pour le récompenser mais elle perd encore le contrôle et Alyssa fait des avances très précises à Kouhei.
Le matin suivant, Clara gagne un dîner à une loterie mais refuse d'y aller car cela ressemblerait à un rendez-vous. Mais Alyssa prend le dessus et les deux vont dîner puis font un tour en barque. Kouhei, conscient de la situation, essaye de détourner la détermination d'Alyssa, visiblement très pressée. Ils finissent finalement dans un karaoké où il se retrouve seul avec Alyssa. Sachant qu'il s'agit du corps de Clara, qu'il aime, il a du mal à repousser Alyssa mais y parvient tout de même juste avant que Clara reprenne le dessus.
Clara décide d'emmener Kouhei au restaurant car elle se souvient de la dernière phrase prononcée par celui-ci avant qu'Alyssa cède sa place : "Il y a déjà quelqu'un que j'aime'.

### Volume 2
Alors que Clara semble débarrassée d'Alyssa, Kouhei décide de l'emmener à la plage. Sur place, alors qu'ils s'amusent dans l'eau et que Kouhei s'apprête à confesser son amour, la personnalité de Clara fait place à Alice, qui prend Kouhei pour son professeur particulier. Celle-ci le ramène chez Clara, dans sa chambre, et lui demande d'effectuer son tutorat. À la fin de la leçon, elle lui demande à quoi ressemble un slip d'homme, demandant à voir le sien. Devant sa forte réticence, elle commence à se dévêtir elle-même pour l'accompagner, mais il l'arrête rapidement, en acceptant de se dévêtir. Mais par maladresse, il retire son sous-vêtement en même temps, et Clara refait surface. Celle-ci n'était pas au courant de l'existence d'Alice.
Clara décide d'aller voir sa mère, qui est directrice du développement chez Rose, une très fameuse boîte de jeux vidéo. Là, Kouhei découvre Gacha2, un appareil de réalité virtuelle simulant un monde peuplé d'intelligences artificielles. L'essayant, il rencontre successivement Alyssa et Alice, sous leur traits véritables. Il apprend que Clara a été béta-testeuse du jeu à Hawaii, et qu'ayant été victime d'un bug à la suite d'un comportement aventureux, les 2 personnalités ont été copiées dans son cerveau. 149 autres personnalités pourraient également avoir été copiées au même moment.
À la sortie de cette réunion, Clara devient Rin, une combattante jusqu'au-boutiste, qui met Kouhei au défi. Elle met KO quatre gardes. Elle et kouhei montent sur le toit, Kouhei espérant gagner du temps. Il se met alors à genoux mais celle-ci le combat. Alors qu'il est victime d'une prise, il découvre la faiblesse de Rin : elle ne supporte pas d'être touchée à la poitrine. Rin disparaît alors et Kouhei se retrouve à tenir les seins de Clara. Après s'être fait expliquer la situation, celle-ci lui pardonne.

### Volume 3
Alors que Kouhei et Clara étudient ensemble, celui-ci s'endort et Clara prend la personnalité d'un chat, "Meow". Elle chasse les papillons pendant un temps puis tombe nez à nez avec le roi des chats du quartier. Après avoir gagné la bagarre, elle rentre chez Kouhei, un poisson dans la bouche, et le lendemain tous les chats du quartier la suivent.
Le lendemain, Clara et Kouhei accueillent une jeune américaine d'origine japonaise, transférée dans leur classe. Reona est belle, intelligente et sportive, ce qui provoque la curiosité de Clara. Celle-ci se sert de Kouhei, qui a fait brièvement sa connaissance pour lui parler. En lui faisant faire le tour de l'école, Clara se transforme en "Meow", et Kouhei découvre surpris que Reona connaît et reconnaît cette personnalité !
En rentrant chez Clara, Kouhei et elle découvrent que Reona loge chez elle, étant la fille d'une amie de la mère de Clara. Elle est également une grande utilisatrice d'informatique et possède un QI de 200. Ils organisent une petite soirée pour lui souhaiter la bienvenue, où Clara se retransforme en Meow. Les deux filles vont ensuite se laver à la suite des dégâts causés, mais Meow ressort encore et Kouhei entre dans la douche pour secourir Reona, qui le menace de poursuite pour cette intrusion. Il s'avère, mais cela est encore inconnu de nos protagonistes, que Reona rédige un rapport sur l'état de Clara.
Clara et Reona invitent Kouhei à une fête de Noël, déguisées en mères Noël. Ils décorent tous les 3 le sapin. Mais Reona réagit au quart de tour lorsque Kouhei se retrouve à voir accidentellement sous leur robe, et il l'écarte de Clara en demandant à reprendre son rôle actuel d'aide envers Clara. Celle-ci se transforme peu après en Rin et Reona l'affronte. Mais alors que les 2 deviennent sérieuses, il s'interpose, devant l'incompréhension de Reona qui semblait avoir occulté le fait qu'elle affrontait une amie et qu'il ne s'agissait pas de gagner, mais de protéger Clara contre elle-même. Finalement, après avoir gagné quelques bleus, Kouhei regagne la confiance de Reona pour ce genre de situation. Celle-ci ne semble pas tout à fait insensible à Kouhei.
Pour la nouvelle année, Clara décide de mettre un kimono pour montrer à Kouhei, qui a admiré celui de Reona. Mais elle se transforme en Alice, et demande à Kouhei si l'on doit porter des sous-vêtements sous un kimono. Devant son hésitation, elle se jette sous le kimono de Reona, mais ne parvient pas à voir. Kouhei l'immobilise pour laisser une chance à Reona de s'enfuir, et Clara redevient elle-même, ceinturée par Kouhei et habillée d'un T-Shirt et d'un slip uniquement. Finalement, elle repasse le soir, habillée d'un kimono, et l'emmène au temple pour le remercier d'avoir veillé sur elle.
Après une attaque de Rin, Kouhei demande à Reona de lui apprendre l'aïkido, qu'elle pratique quelque peu. Laissés seuls par Clara, Reona demande à Kouhei ce qu'est l'amour. Il lui répond "embrasser", et elle lui demande alors de l'embrasser. Alors qu'ils vont le faire, Alyssa surgit. Celle-ci, après avoir "neutralisé" Reona, se met en position d'embrasser Kouhei, mais Clara reprend le contrôle et projette Kouhei.